# Janjevo
Janjevë en albanais et Janjevo en serbe latin (en serbe cyrillique : Јањево) est une localité du Kosovo située dans la commune/municipalité de Lipjan/Lipljan, district de Pristina (Kosovo) ou district de Kosovo (Serbie). Selon le recensement kosovar de 2011, elle compte 2 137 habitants.

## Histoire
Le village abrite quatre monuments proposés pour une inscription sur la liste des monuments culturels du Kosovo : la mosquée, la tour-résidence de Pasha Karadaku, la maison de Glasnoviq Josipa Maria et la maison commémorative de Shtjefën Gjeçovi.

## Démographie

### Évolution historique de la population dans la localité
| 1948  | 1953  | 1961  | 1971  | 1981  | 1991  | 2011  |
| ----- | ----- | ----- | ----- | ----- | ----- | ----- |
| 3 090 | 3 420 | 3 762 | 4 742 | 5 086 | 4 797 | 2 137 |

|  |

### Répartition de la population par nationalités (2011)
En 2011, les Albanais représentaient 74,22 % de la population, les Roms 8,28 % et les Turcs 5,52 %.

## Personnalités
- Pajsije I Janjevac (1542-1647 ou 1649), patriarche de l'Église orthodoxe serbe
- Vikentije Popović-Hadžilavić (?-1725), métropolite de Karlovci
- Shtjefën Gjeçovi (1874-1929), prêtre catholique et ethnologue